# أمير حسين يوسفي
أمير حسين يوسفي (بالفارسية: امیرحسین یوسفی) هو لاعب كرة قدم إيراني في مركز الوسط، ولد في 21 سبتمبر 1977 في كياكلا في إيران. لعب مع نادي باس طهران ونادي داماش غيلان ونادي سايبا ونادي صبا قم ونادي صنعت نفط عبادان ونادي مس كرمان.